# Davidov (Slovacchia)
Davidov (in ungherese Dávidvágása) è un comune della Slovacchia facente parte del distretto di Vranov nad Topľou, nella regione di Prešov.